# Д’Аванцо, Лоренцо
Лоренцо Д’Аванцо (итал. Lorenzo D’avanzo; 1890 — 16 июня 1940) — итальянский офицер, танкист во время Второй мировой войны. Кавалер высшей награды Италии за подвиг на поле боя — золотой медали «За воинскую доблесть» (1940, посмертно).

## Биография
Родился в 1890 году в коммуне Розето-Вальфорторе, Королевство Италия.
1 февраля 1909 года добровольцем вступил в армию. В январе 1910 года после окончания кадетских курсов при 81-м пехотном полку присвоено звание младшего лейтенанта и направлен в 51-й полк, в котором служил до июля 1911 года. В составе 82-го полка направлен в Триполи. В ноябре 1913 года прибыл в Парму, где после окончания годичных курсов в ноябре 1914 года получил звание лейтенанта.
В первые месяцы Первой мировой войны отличился в должности командира пулемётного взвода, был ранен. Повышен до капитана. По окончании командирских курсов служил в 30-й дивизии (с марта 1916), в 1-й альпийской группе (с апреля 1916), затем в 69-й дивизии. В июле 1916 года Лоренцо Д`Аванцо присвоено звание майор, а с сентября 1917 года направлен в 58-ю дивизию.
После завершения Первой мировой войны продолжил службу. В 1927 году присвоено звание подполковника, в 1935 — полковник. С началом становления в Италии танковых войск, полковник регулярной армии (итал. Colonnello in s.p.e.; servizio permanente effettivo) Лоренцо Д’Аванцо назначен командиром 4-го танкового полка (итал. 4° Reggimento Fanteria Carrista). Участник гражданской войны в Испании.
В январе 1939 года направлен в Киренаику (Северная Африка) сначала командиром базы в Дерне, затем командующим сухопутными войсками Восточной Ливии. К началу Второй мировой войны капитан Лоренцо Д’Аванцо командовал 2-й ливийской группой 1-й Ливийской дивизии «Сибелле» (итал. 2° raggruppamento, 1ª Divisione libica).
15 июня 1940 года командующий армией приказал командиру гарнизона Абр Салед (Abr Saled) сформировать отряд для «уничтожения вражеских частей, проникших через границу, чтобы дать британцам представление о способности и воле к сопротивлению у итальянцев.» Отряд под командованием полковника Лоренцо Д’Аванцо включал в себя:
- ливийский пехотный батальон;
- танковый батальон L3/35 (предположительно, третий взвод 9-го батальона лёгких танков под командованием лейтенанта Стеллато);
- 77/28 орудия 17-й батареи из 6-й ливийской группы.

В 22:00 «колонна Д’Аванцо» выдвинулась для выполнения задачи. Примерно в 8:00 16 июня около местечка Gabz—Gdeif—Ghirba она была обнаружена взводом бронемашин английского 11-го гусарского полка под командованием лейтенанта Гейпа (англ. W. G. Gape) и подверглась атаке, в результате которой она была разделена на части. Артиллерия, пехота и незначительное число танков и других транспортных средств с пехотой отступили в Сиди Азейз, а группа под командованием полковника Лоренцо Д’Аванцо заняла круговую оборону.
Англичане, к которым присоединились и другие патрульные группы бронемашин, запросили подкреплений у 7-го гусарского полка. Вскоре к месту боя прибыл взвод лёгких и крейсерских танков, а также противотанковые орудия Bofors L60 из батареи J Королевской кавалерии. В 11:00 англичане атаковали, захватив около сотни итальянских солдат и офицеров, один танк L3/35 и два орудия. Остальные силы итальянцев были уничтожены, среди прочих погибли полковник Лоренцо Д`Аванцо и командир артиллерии лейтенант Рафаэль Бонанно (итал. Raffaele Bonanno).
Рафаэль Бонанно и Лоренцо Д’Аванцо посмертно награждёны золотыми медалями «За воинскую доблесть».

## Награды
- Золотая медаль «За воинскую доблесть» (1940, посмертно)
- Серебряная медаль «За воинскую доблесть» (1915)
- Бронзовая медаль «За воинскую доблесть» (1915)

## Память
В городе Бари его именем названа одна из улиц.